# 2024-es Formula–1 holland nagydíj
A holland nagydíj a 2024-es Formula–1 világbajnokság tizenötödik futama volt, amelyet 2024. augusztus 23. és augusztus 25. között rendeztek meg a Circuit Zandvoort versenypályán, Zandvoortban.

## Választható keverékek
| Abroncs              | Friss | Használt |
| -------------------- | ----- | -------- |
| Kemény keverék (C1)  |       |          |
| Közepes keverék (C2) |       |          |
| Lágy keverék (C3)    |       |          |
| Átmeneti esőgumi (I) |       |          |
| Teljes esőgumi (W)   |       |          |

## Szabadedzések

### Első szabadedzés
A holland nagydíj első szabadedzését augusztus 23-án, péntek délután tartották, magyar idő szerint 12:30-tól.
| helyezés | versenyző        | csapat/motor                 | elért idő | különbség | futott kör |
| -------- | ---------------- | ---------------------------- | --------- | --------- | ---------- |
| 1        | Lando Norris     | McLaren-Mercedes             | 1:12,322  |           | 17         |
| 2        | Max Verstappen   | Red Bull Racing-Honda RBPT   | 1:12,523  | +0,201    | 13         |
| 3        | Lewis Hamilton   | Mercedes                     | 1:13,006  | +0,684    | 13         |
| 4        | Carlos Sainz Jr. | Ferrari                      | 1:13,074  | +0,752    | 15         |
| 5        | George Russell   | Mercedes                     | 1:13,142  | +0,820    | 17         |
| 6        | Alexander Albon  | Williams-Mercedes            | 1:13,159  | +0,837    | 14         |
| 7        | Oscar Piastri    | McLaren-Mercedes             | 1:13,230  | +0,908    | 14         |
| 8        | Nico Hülkenberg  | Haas-Ferrari                 | 1:13,563  | +1,241    | 18         |
| 9        | Kevin Magnussen  | Haas-Ferrari                 | 1:13,597  | +1,275    | 15         |
| 10       | Csou Kuan-jü     | Kick Sauber-Ferrari          | 1:13,965  | +1,643    | 15         |
| 11       | Lance Stroll     | Aston Martin Aramco-Mercedes | 1:14,151  | +1,829    | 14         |
| 12       | Sergio Pérez     | Red Bull Racing-Honda RBPT   | 1:14,279  | +1,957    | 12         |
| 13       | Charles Leclerc  | Ferrari                      | 1:14,306  | +1,984    | 15         |
| 14       | Cunoda Júki      | RB-Honda RBPT                | 1:14,418  | +2,096    | 13         |
| 15       | Fernando Alonso  | Aston Martin Aramco-Mercedes | 1:14,467  | +2,145    | 15         |
| 16       | Robert Svarcman  | Kick Sauber-Ferrari          | 1:14,658  | +2,336    | 15         |
| 17       | Logan Sargeant   | Williams-Mercedes            | 1:15,605  | +3,283    | 12         |
| 18       | Esteban Ocon     | Alpine-Renault               | 1:15,796  | +3,474    | 15         |
| 19       | Daniel Ricciardo | RB-Honda RBPT                | 1:16,231  | +3,909    | 15         |
| 20       | Pierre Gasly     | Alpine-Renault               | 1:22,036  | +9,714    | 8          |

### Második szabadedzés
A holland nagydíj második szabadedzését augusztus 23-án, péntek délután tartották, magyar idő szerint 16:00-tól.
| helyezés | versenyző        | csapat/motor                 | elért idő | különbség | futott kör |
| -------- | ---------------- | ---------------------------- | --------- | --------- | ---------- |
| 1        | George Russell   | Mercedes                     | 1:10,702  |           | 30         |
| 2        | Oscar Piastri    | McLaren-Mercedes             | 1:10,763  | +0,061    | 33         |
| 3        | Lewis Hamilton   | Mercedes                     | 1:10,813  | +0,111    | 30         |
| 4        | Lando Norris     | McLaren-Mercedes             | 1:10,961  | +0,259    | 34         |
| 5        | Max Verstappen   | Red Bull Racing-Honda RBPT   | 1:10,986  | +0,284    | 33         |
| 6        | Fernando Alonso  | Aston Martin Aramco-Mercedes | 1:11,357  | +0,655    | 30         |
| 7        | Cunoda Júki      | RB-Honda RBPT                | 1:11,374  | +0,672    | 31         |
| 8        | Kevin Magnussen  | Haas-Ferrari                 | 1:11,430  | +0,728    | 33         |
| 9        | Charles Leclerc  | Ferrari                      | 1:11,443  | +0,741    | 31         |
| 10       | Alexander Albon  | Williams-Mercedes            | 1:11,550  | +0,848    | 33         |
| 11       | Lance Stroll     | Aston Martin Aramco-Mercedes | 1:11,576  | +0,874    | 31         |
| 12       | Sergio Pérez     | Red Bull Racing-Honda RBPT   | 1:11,581  | +0,879    | 29         |
| 13       | Daniel Ricciardo | RB-Honda RBPT                | 1:11,630  | +0,928    | 31         |
| 14       | Pierre Gasly     | Alpine-Renault               | 1:11,644  | +0,942    | 33         |
| 15       | Logan Sargeant   | Williams-Mercedes            | 1:11,818  | +1,116    | 32         |
| 16       | Csou Kuan-jü     | Kick Sauber-Ferrari          | 1:11,934  | +1,232    | 33         |
| 17       | Esteban Ocon     | Alpine-Renault               | 1:12,061  | +1,359    | 33         |
| 18       | Valtteri Bottas  | Kick Sauber-Ferrari          | 1:12,206  | +1,504    | 32         |
| 19       | Carlos Sainz Jr. | Ferrari                      | 1:13,108  | +2,406    | 7          |
| 20       | Nico Hülkenberg  | Haas-Ferrari                 | 1:13,296  | +2,594    | 10         |

### Harmadik szabadedzés
A holland nagydíj harmadik szabadedzését augusztus 24-én, szombat délelőtt tartották, magyar idő szerint 11:30-tól.
| helyezés | versenyző        | csapat/motor                 | elért idő  | különbség | futott kör |
| -------- | ---------------- | ---------------------------- | ---------- | --------- | ---------- |
| 1        | Pierre Gasly     | Alpine-Renault               | 1:20,311   |           | 5          |
| 2        | Kevin Magnussen  | Haas-Ferrari                 | 1:20,450   | +0,139    | 9          |
| 3        | Valtteri Bottas  | Kick Sauber-Ferrari          | 1:21,155   | +0,844    | 7          |
| 4        | Lando Norris     | McLaren-Mercedes             | 1:21,387   | +1,076    | 6          |
| 5        | Fernando Alonso  | Aston Martin Aramco-Mercedes | 1:21,461   | +1,150    | 6          |
| 6        | Esteban Ocon     | Alpine-Renault               | 1:21,643   | +1,332    | 4          |
| 7        | Oscar Piastri    | McLaren-Mercedes             | 1:21,850   | +1,539    | 10         |
| 8        | Lance Stroll     | Aston Martin Aramco-Mercedes | 1:21,941   | +1,630    | 7          |
| 9        | Nico Hülkenberg  | Haas-Ferrari                 | 1:22,354   | +2,043    | 5          |
| 10       | Carlos Sainz Jr. | Ferrari                      | 1:22,589   | +2,278    | 6          |
| 11       | Csou Kuan-jü     | Kick Sauber-Ferrari          | 1:23,240   | +2,929    | 5          |
| 12       | Logan Sargeant   | Williams-Mercedes            | 1:23,287   | +2,976    | 4          |
| 13       | George Russell   | Mercedes                     | 1:23,958   | +3,647    | 7          |
| 14       | Alexander Albon  | Williams-Mercedes            | 1:24,007   | +3,696    | 5          |
| 15       | Lewis Hamilton   | Mercedes                     | 1:24,098   | +3,787    | 3          |
| 16       | Charles Leclerc  | Ferrari                      | 1:24,158   | +3,847    | 4          |
| 17       | Max Verstappen   | Red Bull Racing-Honda RBPT   | 1:24,360   | +4,049    | 3          |
| 18       | Daniel Ricciardo | RB-Honda RBPT                | 1:25,433   | +5,122    | 7          |
| 19       | Cunoda Júki      | RB-Honda RBPT                | idő nélkül |           | 4          |
| 20       | Sergio Pérez     | Red Bull Racing-Honda RBPT   | idő nélkül |           | 2          |

## Időmérő edzés
A holland nagydíj időmérő edzését augusztus 24-én, szombat délután tartották, magyar idő szerint 15:00-tól.
| helyezés                 | rajtszám | versenyző        | csapat/motor                 | 1. rész    | 2. rész  | 3. rész  | rajthely | futott kör |
| ------------------------ | -------- | ---------------- | ---------------------------- | ---------- | -------- | -------- | -------- | ---------- |
| 1                        | 4        | Lando Norris     | McLaren-Mercedes             | 1:11,377   | 1:10,496 | 1:09,673 | 1        | 14         |
| 2                        | 1        | Max Verstappen   | Red Bull Racing-Honda RBPT   | 1:11,393   | 1:10,811 | 1:10,029 | 2        | 14         |
| 3                        | 81       | Oscar Piastri    | McLaren-Mercedes             | 1:11,541   | 1:10,505 | 1:10,172 | 3        | 16         |
| 4                        | 63       | George Russell   | Mercedes                     | 1:11,049   | 1:10,552 | 1:10,244 | 4        | 18         |
| 5                        | 11       | Sergio Pérez     | Red Bull Racing-Honda RBPT   | 1:11,006   | 1:10,678 | 1:10,416 | 5        | 17         |
| 6                        | 16       | Charles Leclerc  | Ferrari                      | 1:11,370   | 1:10,689 | 1:10,582 | 6        | 24         |
| 7                        | 14       | Fernando Alonso  | Aston Martin Aramco-Mercedes | 1:11,493   | 1:10,845 | 1:10,633 | 7        | 16         |
| 8                        | 18       | Lance Stroll     | Aston Martin Aramco-Mercedes | 1:11,518   | 1:10,661 | 1:10,857 | 8        | 19         |
| 9                        | 10       | Pierre Gasly     | Alpine-Renault               | 1:11,718   | 1:10,815 | 1:10,977 | 9        | 20         |
| 10                       | 55       | Carlos Sainz Jr. | Ferrari                      | 1:11,327   | 1:10,914 |          | 10       | 18         |
| 11                       | 44       | Lewis Hamilton   | Mercedes                     | 1:11,375   | 1:10,948 |          | 14[a]    | 13         |
| 12                       | 22       | Cunoda Júki      | RB-Honda RBPT                | 1:11,603   | 1:10,955 |          | 11       | 15         |
| 13                       | 27       | Nico Hülkenberg  | Haas-Ferrari                 | 1:11,832   | 1:11,215 |          | 12       | 17         |
| 14                       | 20       | Kevin Magnussen  | Haas-Ferrari                 | 1:11,630   | 1:11,295 |          | 13       | 15         |
| 15                       | 3        | Daniel Ricciardo | RB-Honda RBPT                | 1:11,943   |          |          | 15       | 9          |
| 16                       | 31       | Esteban Ocon     | Alpine-Renault               | 1:11,995   |          |          | 16       | 9          |
| 17                       | 77       | Valtteri Bottas  | Kick Sauber-Ferrari          | 1:12,168   |          |          | 17       | 9          |
| 18                       | 24       | Csou Kuan-jü     | Kick Sauber-Ferrari          | 1:13,261   |          |          | 18       | 9          |
| Kiz                      | 23       | Alexander Albon  | Williams-Mercedes            | 1:11,503   | 1:10,768 | 1:10,653 | 20[b]    | 0          |
| 107%-os idő: 1:15,976[c] |          |                  |                              |            |          |          |          |            |
| —                        | 2        | Logan Sargeant   | Williams-Mercedes            | idő nélkül |          |          | 19       | 0          |

Megjegyzések:
- ↑ a:  Lewis Hamilton Sergio Pérez feltartásáért egy 3 helyes rajtbüntetést kapott.
- ↑ b:  Alexander Albon autójának padlólemeze szabálytalan volt, ezért kizárták az időmérő edzést követően.
- ↑ c:  Mivel az időmérő edzést esős körülmények között tartották meg, ezért a 107%-os szabály nem volt érvényben.

## Futam
A holland nagydíj futamát augusztus 25-én, vasárnap délután tartották, magyar idő szerint 15:00-tól.
| helyezés | rajtszám | versenyző        | csapat/motor                 | futott kör | idő/kiesés oka | rajthely | pont |
| -------- | -------- | ---------------- | ---------------------------- | ---------- | -------------- | -------- | ---- |
| 1        | 4        | Lando Norris     | McLaren-Mercedes             | 72         | 1:30:45,519    | 1        | 26   |
| 2        | 1        | Max Verstappen   | Red Bull Racing-Honda RBPT   | 72         | +22,896        | 2        | 18   |
| 3        | 16       | Charles Leclerc  | Ferrari                      | 72         | +25,439        | 6        | 15   |
| 4        | 81       | Oscar Piastri    | McLaren-Mercedes             | 72         | +27,337        | 3        | 12   |
| 5        | 55       | Carlos Sainz Jr. | Ferrari                      | 72         | +32,137        | 10       | 10   |
| 6        | 11       | Sergio Pérez     | Red Bull Racing-Honda RBPT   | 72         | +39,542        | 5        | 8    |
| 7        | 63       | George Russell   | Mercedes                     | 72         | +44,617        | 4        | 6    |
| 8        | 44       | Lewis Hamilton   | Mercedes                     | 72         | +49,599        | 14       | 4    |
| 9        | 10       | Pierre Gasly     | Alpine-Renault               | 71         | +1 kör         | 9        | 2    |
| 10       | 14       | Fernando Alonso  | Aston Martin Aramco-Mercedes | 71         | +1 kör         | 7        | 1    |
| 11       | 27       | Nico Hülkenberg  | Haas-Ferrari                 | 71         | +1 kör         | 12       |      |
| 12       | 3        | Daniel Ricciardo | RB-Honda RBPT                | 71         | +1 kör         | 13       |      |
| 13       | 18       | Lance Stroll     | Aston Martin Aramco-Mercedes | 71         | +1 kör         | 8        |      |
| 14       | 23       | Alexander Albon  | Williams-Mercedes            | 71         | +1 kör         | 19       |      |
| 15       | 31       | Esteban Ocon     | Alpine-Renault               | 71         | +1 kör         | 15       |      |
| 16       | 2        | Logan Sargeant   | Williams-Mercedes            | 71         | +1 kör         | 18       |      |
| 17       | 22       | Cunoda Júki      | RB-Honda RBPT                | 71         | +1 kör         | 11       |      |
| 18       | 20       | Kevin Magnussen  | Haas-Ferrari                 | 71         | +1 kör         | box      |      |
| 19       | 77       | Valtteri Bottas  | Kick Sauber-Ferrari          | 70         | +2 kör         | 16       |      |
| 20       | 24       | Csou Kuan-jü     | Kick Sauber-Ferrari          | 70         | +2 kör         | 17       |      |

## A világbajnokság állása a verseny után
| H   | Versenyzők       | Pont | H   | Konstruktőrök                | Pont |
| --- | ---------------- | ---- | --- | ---------------------------- | ---- |
| 1.  | Max Verstappen   | 295  | 1.  | Red Bull Racing-Honda RBPT   | 434  |
| 2.  | Lando Norris     | 225  | 2.  | McLaren-Mercedes             | 404  |
| 3.  | Charles Leclerc  | 192  | 3.  | Ferrari                      | 370  |
| 4.  | Oscar Piastri    | 179  | 4.  | Mercedes                     | 276  |
| 5.  | Carlos Sainz Jr. | 172  | 5.  | Aston Martin Aramco-Mercedes | 74   |
| 6.  | Lewis Hamilton   | 154  | 6.  | RB-Honda RBPT                | 34   |
| 7.  | Sergio Pérez     | 139  | 7.  | Haas-Ferrari                 | 27   |
| 8.  | George Russell   | 122  | 8.  | Alpine-Renault               | 13   |
| 9.  | Fernando Alonso  | 50   | 9.  | Williams-Mercedes            | 4    |
| 10. | Lance Stroll     | 24   | 10. | Kick Sauber-Ferrari          | 0    |

(A teljes táblázat)

## Statisztikák
- Vezető helyen: 
  - Lando Norris: 51 kör (18-28, 33-72)
  - Max Verstappen: 17 kör (1-17)
  - Oscar Piastri: 4 kör (29-32)
- Lando Norris 4. pole-pozíciója, 8. versenyben futott leggyorsabb köre, 2. futamgyőzelme és 1. mesterhármasa.
- A McLaren 186. futamgyőzelme.
- Lando Norris 22., Max Verstappen 108., és Charles Leclerc 37. dobogós helyezése.
- Max Verstappen 200. nagydíja.
- Logan Sargeant 36. és valószínűleg utolsó nagydíja.